# Готтардт Гендрік
Готтардт Гендрік (нім. Gotthard Handrick; нар. 25 жовтня 1908, Цайц, Саксонія — пом. 30 травня 1978, Аренсбург, Шлезвіг-Гольштейн) — німецький військовий льотчик-ас за часів Третього Рейху, протягом громадянської війни в Іспанії та Другої світової війни здобув 15 перемог у повітряних боях, у тому числі 5 під час іспанської громадянської війни. Оберст (1944) Люфтваффе. Олімпійський чемпіон літніх ігор 1936 у сучасному п'ятиборстві.

## Біографія
Готтардт Гендрік народився 25 жовтня 1908 у місті Цайц у провінції Саксонія. У 1929 році після отримання диплома поступив на військову службу до Рейхсверу.
У 1936 виступав у складі німецької команди на Літніх Олімпійських іграх 1936 року в Берліні. Здобув золоту медаль у сучасному п'ятиборстві.
За часів громадянської війни в Іспанії брав участь у бойових діях у складі Легіону Кондор. Збив у небі Іспанії 5 літаків, серед яких І-15 (9 вересня 1937) та І-16 (18 травня 1938).
18 липня 1937 призначений командиром 88-ї винищувальної групи Люфтваффе, якою керував до 10 вересня 1938 року. По поверненні з Іспанії з травня 1939 до 23 червня 1940 — командир I./JG 26. 24 червня очолив цю винищувальну ескадру, на її чолі перебував до 21 серпня 1940.
Надалі Г. Гендрік був на посадах командира 2-ї навчальної винищувальної групи, 77-ї винищувальної ескадри, що билася на Східному фронті. Тут у боях із радянськими льотчиками оберст-лейтенант збив 29 вересня 1941 винищувач МіГ-3 та 22 жовтня 1941 — бомбардувальник Пе-2.
У травні 1942 переведений на посаду командира 5-ї винищувальної ескадри, що билася в небі Норвегії та на півночі Східного фронту. З червня 1943 до червня 1944 — командир винищувального командування «Остмарк», на цій посаді у 1944 отримав військове звання оберста. Згодом це командування переформоване на 8-му винищувальну дивізію Люфтваффе, якою Г. Гендрік командував до кінця війни.
Загалом за час Другої світової війни пілот переміг у 10 повітряних боях, за що був відзначений 17 жовтня 1943 Німецьким хрестом у золоті.
У післявоєнний час працював у Гамбурзі представником компанії «Даймлер-Бенц».